# Saint-Riquier
Ne doit pas être confondu avec Saint-Riquiers.
Pour les articles homonymes, voir Riquier.
Saint-Riquier est une commune française située dans le département de la Somme en région Hauts-de-France.
Depuis juillet 2020, la commune fait partie du parc naturel régional Baie de Somme - Picardie maritime.
La commune fait aussi partie des villages labellisés Pays d'art et d'histoire qui œuvrent à mettre en avant leur patrimoine,.

## Géographie

### Localisation
Saint-Riquier est un bourg picard du Ponthieu.
À vol d'oiseau, la commune est située à 7 km au nord-ouest d'Ailly-le-Haut-Clocher, 9 km au nord-est d'Abbeville et à 37 km au nord-ouest d'Amiens.
Le territoire de la commune est limitrophe de ceux de huit communes.
Les communes limitrophes sont  Bellancourt, Buigny-l'Abbé, Bussus-lès-Yaucourt, Gapennes, Millencourt-en-Ponthieu, Neufmoulin, Oneux et Vauchelles-les-Quesnoy.

### Géologie et relief
Au sud-est, le sol de la commune dans sa partie supérieure est composé de terrains du Crétacé. Au nord-est et au nord-ouest sous la terre végétale on trouve la craie blanche, ailleurs on rencontre du sable ferrugineux et de l'argile à brique. La vallée du Scardon est formée d'alluvions.

### Relief, paysage, végétation
Le relief de la commune est celui d'un plateau traversé par la vallée du Scardon.

### Hydrographie

#### Réseau hydrographique
La commune est située dans le bassin Artois-Picardie. Elle est drainée par.
Le Scardon, d'une longueur de 12 km, prend sa source dans la commune et se jette dans la Somme canalisée à Abbeville, après avoir traversé six communes.

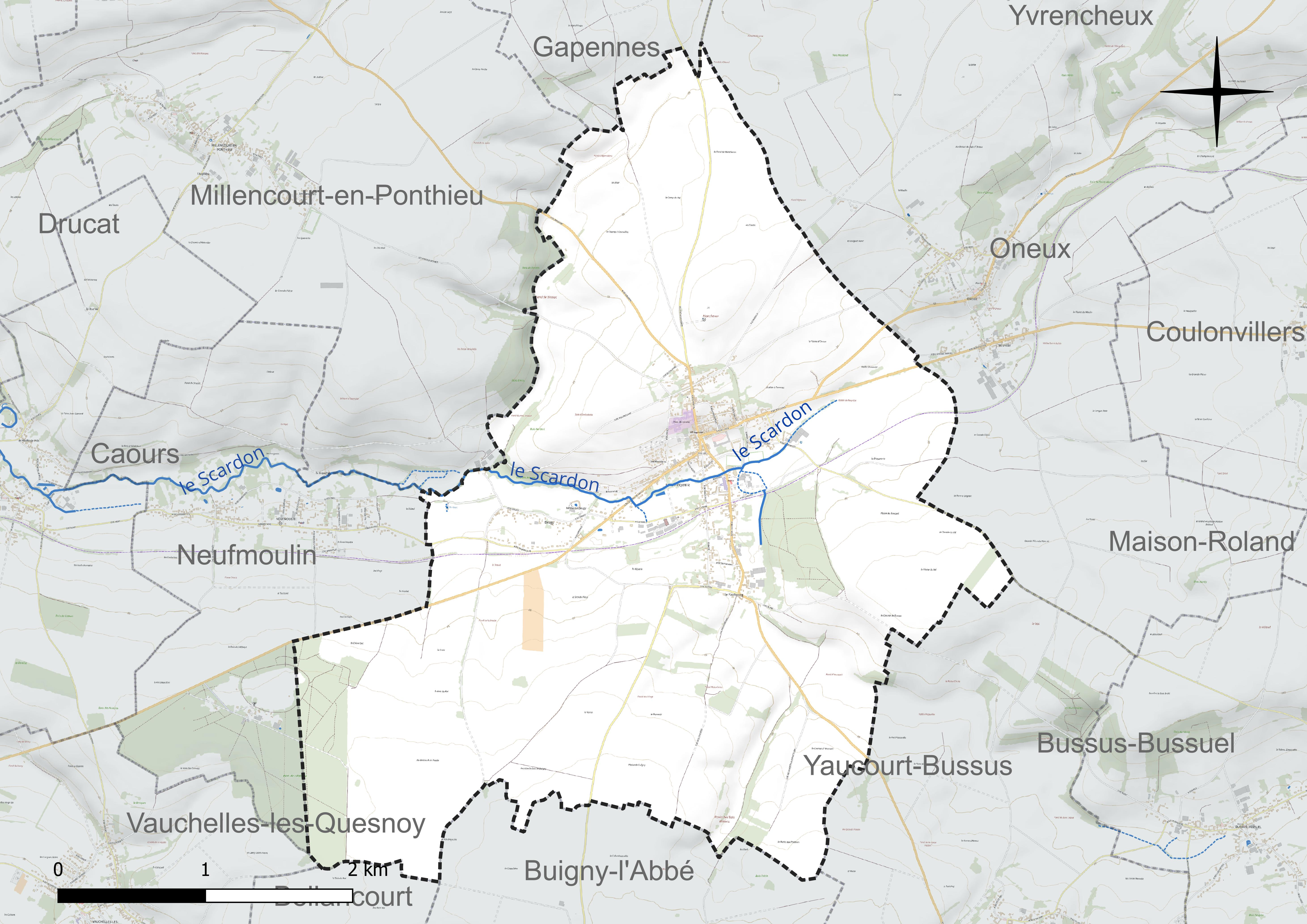
Réseau hydrographique de Saint-Riquier.

#### Gestion et qualité des eaux
Le territoire communal est couvert par le schéma d'aménagement et de gestion des eaux (SAGE) « Somme aval et Cours d'eau côtiers ». Ce document de planification concerne un territoire de 1 835 km2 de superficie, délimité par le bassin versant de la Somme canalisée. Le périmètre a été arrêté le 29 avril 2010 et le SAGE proprement dit a été approuvé le 6 août 2019. La structure porteuse de l'élaboration et de la mise en œuvre est le syndicat mixte d'aménagement hydraulique du bassin versant de la Somme (AMEVA).
La qualité des cours d'eau peut être consultée sur un site dédié géré par les agences de l'eau et l'Agence française pour la biodiversité.

### Climat
Pour des articles plus généraux, voir Climat des Hauts-de-France et Climat de la Somme.
En 2010, le climat de la commune est de type climat océanique altéré, selon une étude du CNRS s'appuyant sur une série de données couvrant la période 1971-2000. En 2020, Météo-France publie une typologie des climats de la France métropolitaine dans laquelle la commune est exposée à un climat océanique et est dans la région climatique Côtes de la Manche orientale, caractérisée par un faible ensoleillement (1 550 h/an) ; forte humidité de l'air (plus de 20 h/jour avec humidité relative > 80 % en hiver), vents forts fréquents.
Pour la période 1971-2000, la température annuelle moyenne est de 10,5 °C, avec une amplitude thermique annuelle de 13 °C. Le cumul annuel moyen de précipitations est de 796 mm, avec 12,8 jours de précipitations en janvier et 8,4 jours en juillet. Pour la période 1991-2020, la température moyenne annuelle observée sur la station météorologique la plus proche, située sur la commune d'Abbeville à 9 km à vol d'oiseau, est de 11,0 °C et le cumul annuel moyen de précipitations est de 806,2 mm,. Pour l'avenir, les paramètres climatiques de la commune estimés pour 2050 selon différents scénarios d'émission de gaz à effet de serre sont consultables sur un site dédié publié par Météo-France en novembre 2022.

## Urbanisme

### Typologie
Au 1er janvier 2024, Saint-Riquier est catégorisée bourg rural, selon la nouvelle grille communale de densité à sept niveaux définie par l'Insee en 2022.
Elle est située hors unité urbaine. Par ailleurs la commune fait partie de l'aire d'attraction d'Abbeville, dont elle est une commune de la couronne,. Cette aire, qui regroupe 73 communes, est catégorisée dans les aires de 50 000 à moins de 200 000 habitants,.

### Occupation des sols
L'occupation des sols de la commune, telle qu'elle ressort de la base de données européenne d'occupation biophysique des sols Corine Land Cover (CLC), est marquée par l'importance des territoires agricoles (86,7 % en 2018), une proportion identique à celle de 1990 (86,7 %). La répartition détaillée en 2018 est la suivante : 
terres arables (80,7 %), zones urbanisées (7,4 %), prairies (6 %), forêts (5,9 %). L'évolution de l'occupation des sols de la commune et de ses infrastructures peut être observée sur les différentes représentations cartographiques du territoire : la carte de Cassini (XVIIIe siècle), la carte d'état-major (1820-1866) et les cartes ou photos aériennes de l'IGN pour la période actuelle (1950 à aujourd'hui).

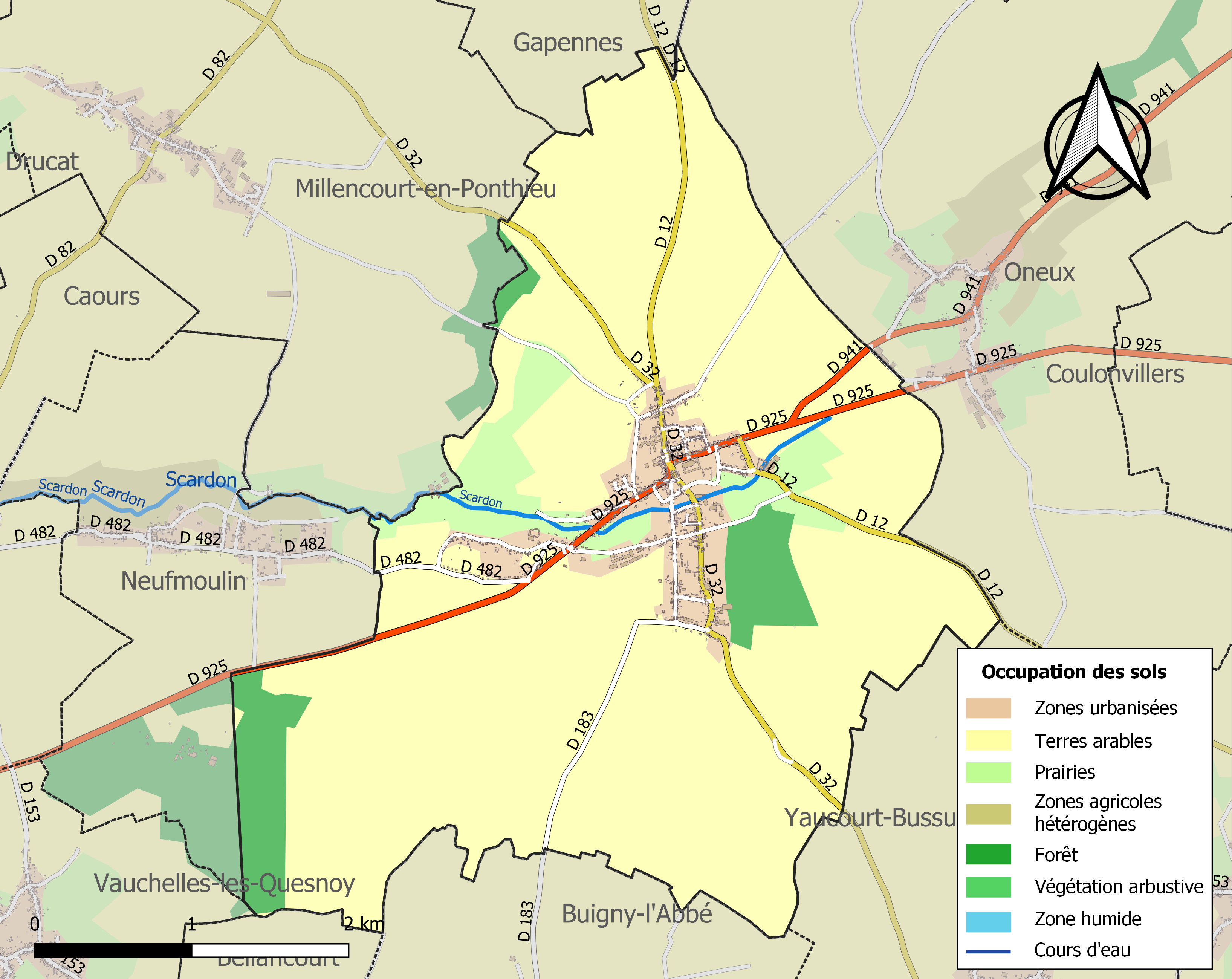
Carte des infrastructures et de l'occupation des sols de la commune en 2018 (CLC).

### Aménagement du territoire
La commune présente un habitat groupé avec deux hameaux qui aujourd'hui sont contiguë au chef-lieu, Drugy et Saint-Mauguille.

### Voies de communication et transports

#### Voies routières
Saint-Riquier est actuellement desservie par les routes départementales D 12, D 32 (axe Long - Fort-Mahon-Plage), D 183, D 482, D 925 (axe Le Havre - Doullens), D 941 (axe Saint-Riquier - Frévent).

#### Transport ferroviaire
L'accès par le chemin de fer est assuré par la ligne Paris – Amiens – Calais, en gare d'Abbeville. En effet, la gare de Saint-Riquier, implantée sur la ligne de Fives à Abbeville, a été fermée aux voyageurs en 1956 puis au fret en 1989 ; en outre, son bâtiment voyageurs a été détruit en 2014.

#### Transport routier public
La localité est desservie par des autocars du réseau Trans'80, chaque jour de la semaine sauf le dimanche ; il s'agit des lignes nos 714 (Auxi-le-Château – Abbeville) et 726 (Doullens – Bernaville – Abbeville).

## Toponymie
Le nom de la localité est attesté sous les formes Centulum (797) ; Centula (7..) ; Villa Centula ; Oppidum Centula ; Castrum Centula ; S. Richarius (842) ; S. Richarii vicus (1088) ; S. Ricarius (1121) ; S. Richarii villa (1138) ; S. Rikarius (1189) ; Sanricharus (1202) ; Castrum sancti Richarii (1210) ; S. Richarius in Pontivo (1211) ; S. Ricarius in Pontivo (1220) ; Villa S. Richarii (1224) ; S. Richerus (1234) ; S. Ricarus (1248) ; S. Richerius (1258) ; S. Richier en Ponthieu (12..) ; S. Rikier (1275) ; Centulus vicus (12..) ; Dan Richier (12..) ; Villare S. Richarii (1285) ; S. Richier en Pontieu (1312) ; S. Rikier en Ponthieu (1325) ; Villa S. Ricardi (1350) ; S. Richars (12..) ; S. Riquier en Ponthieu (1346) ; S. Riquier (1361) ; Villa S. Riquarii (1365) ; S. Ricquier (1384) ; S. Richart (14..) ; S. Richardus (1495) ; Centulle (14..) ; S. Regnier (14..) ; S. Riqueur (1579) ; S. Requier (1609) ; Sanricharius (1673).
Saint-Riquier est un hagiotoponyme qui fait référence à Riquier de Centule, en latin Ricarius, qui est un saint de l'Église catholique romaine qui évangélisa la Picardie au cours du VIIe siècle, l'église abbatiale de la commune lui est dédiée.
Centulum, ancien nom de Saint-Riquier, serait issu d'un nom romain Centullus.

## Histoire

### Moyen Âge

#### Haut Moyen Âge
Saint-Riquier, autrefois appelé « Centule » (la ville aux cent tours) est une ancienne cité monastique qui s'est développée autour du monastère fondé au VIIe siècle (en 625) par Riquier de Centule (saint Riquier), propriétaire terrien converti au catholicisme qui évangélisa le Nord de la France. L'abbaye connut son apogée à l'époque de Charlemagne et comptait, en l'an 800, plus de 300 moines et une école réputée.
La ville de Centule, qui bénéficiait de cette prospérité et s'était protégée par des fortifications, aurait abrité jusqu'à 15 000 habitants ; elle fut capitale du Ponthieu aux Xe et XIe siècles, avant d'être supplantée par Abbeville (Abbatis Villa ou domaine des Abbés) où un port avait été créé.
Au Moyen Âge, Centule prit le nom de Saint-Riquier en raison de la ferveur des pèlerinages aux reliques du saint, mais les habitants conservèrent le nom de Centulois.
Les fiefs du Grand et du Petit Patronville relevaient de l'abbaye de Saint-Riquier.

#### Moyen Âge classique
En 981, le roi Hugues Capet rapporta les reliques de saint Riquier que lui avait rendues le comte de Flandre qui avait auparavant pillé l'abbaye.
Saint-Riquier obtint une charte communale en 1126. Le 28 juillet 1131, le comte de Saint-Pol prit la ville, la pilla et l'incendia.

#### Bas Moyen Âge
À la fin de la guerre de Cent Ans, Saint-Riquier, qui était aux mains du duc de Bourgogne Philippe le Bon, fut prise par les troupes armagnacs obligeant le duc de Bourgogne à réagir. Le siège de Saint-Riquier commença à le 28 ou 29 juillet 1421. Sur les quatre portes qui permettaient l'entrée dans la bourgade, trois étaient contrôlées par les Bourguignons, une seule, la porte du Héron permettait aux assiégés de recevoir des secours. Le duc de Bourgogne s'installa dans le château de la Ferté, en face de Saint-Riquier. Les forces bourguignonnes sont évaluées, par la plupart des chroniqueurs, de 5 000 à 6 000 combattants. Cependant, Jacques d'Harcourt fit appel à Gilles de Gamaches, capitaine de Compiègne, Eustache de Conflans, lieutenant du Dauphin en Champagne, Jean Raoulet, capitaine de Beaumont-en-Argonne, La Hire, capitaine de Vitry-le-François.
Philippe le Bon, prévenu de l'approche d'une armée ennemie venue pour prendre sa propre armée à revers, décida de lever le siège et d'envoyer des éclaireurs dans les environs pour connaître la position exacte des forces ennemies. C'est le soir du 29 août 1421 que la décision de lever le siège fut prise. L'armée bourguignonne se dirigea ensuite vers Mons-en-Vimeu ou elle livra bataille le lendemain aux troupes armagnacs.
Jeanne d'Arc prisonnière fut détenue au château de Drugy, en septembre 1430, avant de gagner Le Crotoy puis Saint-Valery-sur-Somme puis Rouen.
La province de Picardie et donc le bourg de Saint-Riquier, furent rattachés au domaine royal tout à la fin du Moyen Âge, en 1477 sous le règne de Louis XI après la mort du duc de Bourgogne, Charles le Téméraire. Le rattachement fut confirmé en 1482.

### Époque moderne
En 1524, deux Centuloises : Becquestoile et Bellegueule qui entraînèrent à la résistance de la cité encore entourée de remparts contre une attaque surprise des troupes d'un lieutenant de Charles Quint. Dès lors, Saint-Riquier joua le rôle de place forte, réputée quasi imprenable à la frontière nord du royaume, face à la Province d'Artois, possession de la Maison d'Autriche jusqu'en 1659. François Ier vint en personne la conforter dans ce rôle stratégique.
En 1536, le chef de lansquenets allemands, Domitin, attaqua Saint-Riquier mais fut contraint de faire retraite laissant 120 morts et six chariots de blessés. Une seconde attaque menée par les Anglais dévasta la ville et l'abbaye.
Longtemps ville fortifiée du royaume de France, dont elle possède les armes, Saint-Riquier a subi de nombreuses invasions et destructions.
Le baron autrichien, Simon Pfaff de Pfaffenhoffen, exilé en France, s'établit à Saint-Riquier en 1750. Il devint sculpteur et devint l'un des maîtres de l'art du baroque en France. Il se maria en 1751 et habita à Saint-Riquier, une maison, l'hôtel du Cygne (classé Monument historique), 14, rue de l'Hôpital où il résida jusque 1783. Il décora sa maison de lambris sculptés. Il réalisa le maître-autel de la chapelle de l'Hôtel-Dieu dont le retable est orné des statues de saint Nicolas et saint Augustin et de deux médaillons en bas-relief représentant Jésus guérissant un malade et Jésus recevant l'hospitalité chez Marthe et Marie.

### Époque contemporaine

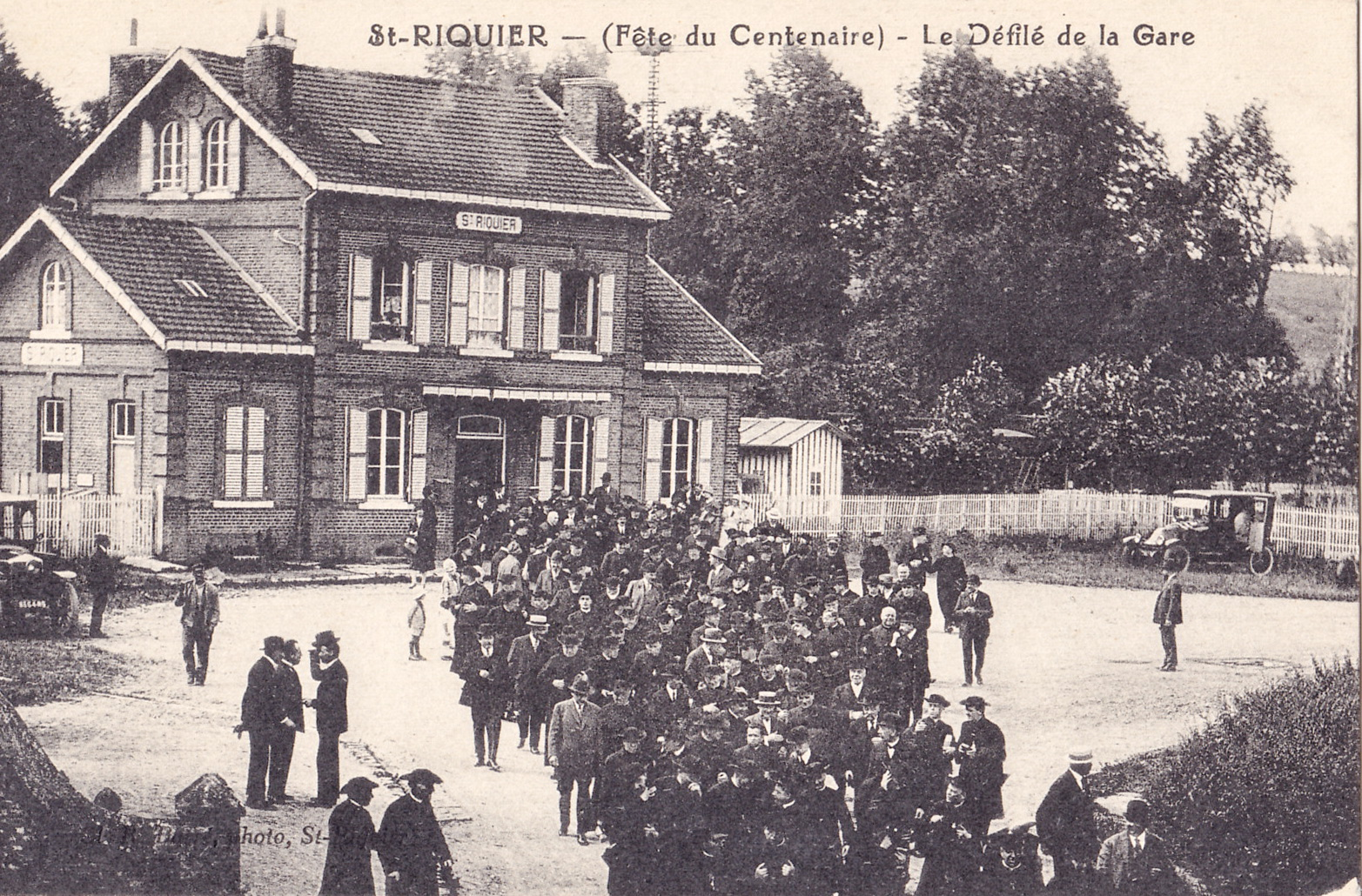
La gare de Saint-Riquier, au début du XXe siècle.

#### XIXesiècle
La commune de Saint-Riquier fut desservie par chemin de fer (ligne de Lille (Fives) à Abbeville), concédée à la Compagnie des chemins de fer du Nord le 22 mai 1869.
Au XIXe siècle, l'abbaye de Saint-Riquier abrita le petit séminaire du diocèse d'Amiens où enseigna l'abbé Crampon, traducteur de la Bible.

#### Première Guerre mondiale
Située à l'arrière du front, Saint-Riquier fut doté, en 1915, d'un vaste camp d'entraînement et d'un hôpital militaire (installé dans les bâtiments de l'abbaye) de l'armée britannique.

#### Seconde Guerre mondiale
L'abbaye de Saint-Riquier fut transformée en hôpital de campagne de l'armée allemande durant la bataille d'Abbeville (27 mai-4 juin 1940). Un film en couleur fut tourné fin mai 1940 montrant des blessés de la 57e division d'infanterie allemande. Les soldats blessés étaient soignés dans l'abbatiale.
Si la commune ne compte aujourd'hui que 1 200 habitants environ, elle conserve néanmoins un riche patrimoine historique et touristique.

## Politique et administration
| Période                                  | Période        | Identité           | Étiquette | Qualité                                                                          |
| ---------------------------------------- | -------------- | ------------------ | --------- | -------------------------------------------------------------------------------- |
| Les données manquantes sont à compléter. |                |                    |           |                                                                                  |
| 1945                                     | 1968           | Marcel Louchart    |           |                                                                                  |
| 1968                                     | mars 1983      | André Bas          |           |                                                                                  |
| mars 1983                                | juin 1995      | Daniel Dengreville | DVD       |                                                                                  |
| juin 1995                                | mai 2020       | Yves Monin         |           | Vice-président de la CC Ponthieu-Marquenterre (2020 → )                          |
| mai 2020                                 | septembre 2021 | Jocelyne Martin    | UDI       | Retraitée du secteur privé Conseillère départementale de Rue (2015 → ) Démission |
| septembre 2021                           | En cours       | Yves Monin         |           |                                                                                  |

### Budget et fiscalité 2020

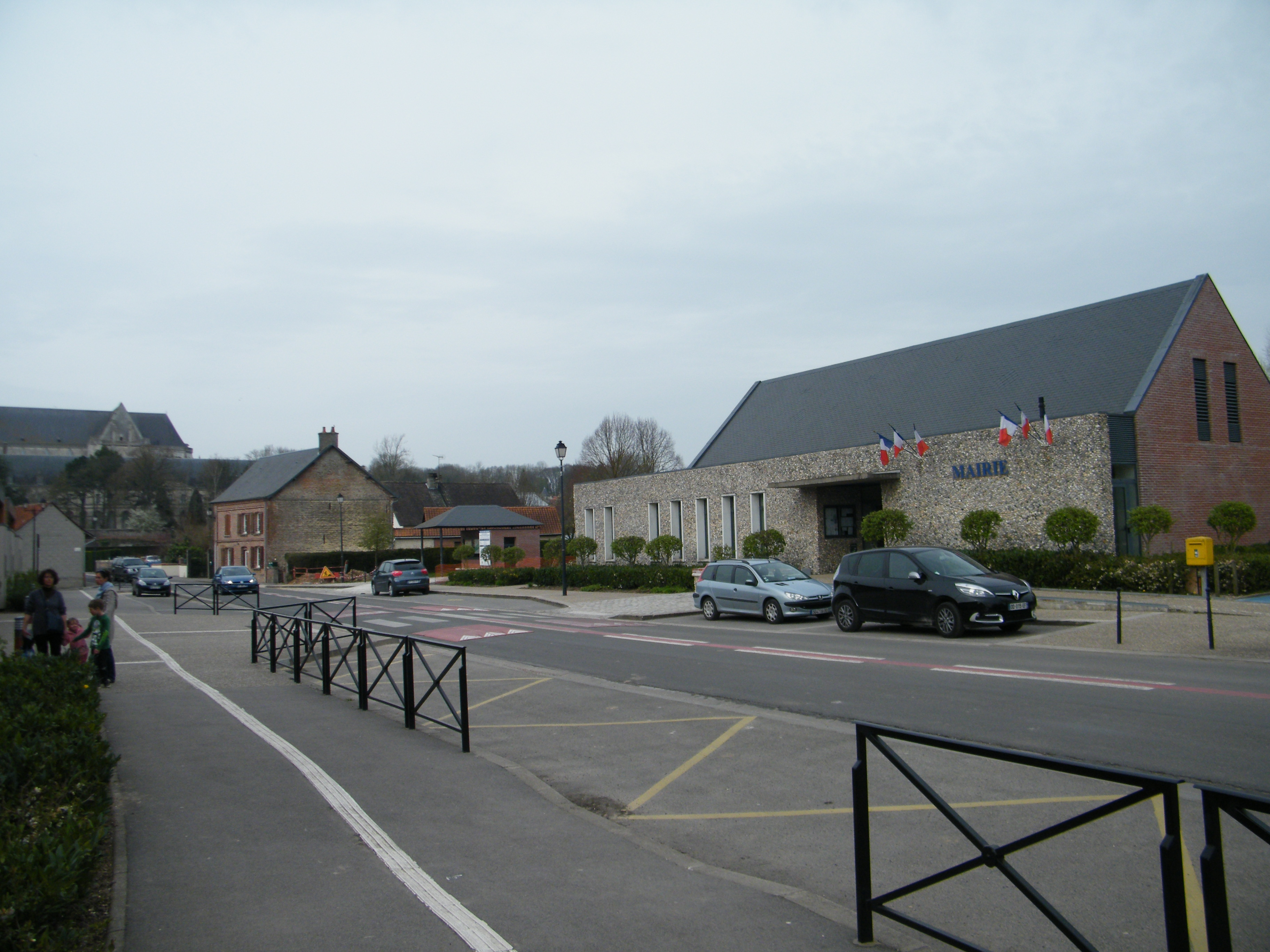
La mairie de Saint-Riquier.

En 2020, le budget de la commune était constitué ainsi :
- total des produits de fonctionnement : 794 000 €, soit 616 € par habitant ;
- total des charges de fonctionnement : 718 000 €, soit 558 € par habitant ;
- total des ressources d'investissement : 434 000 €, soit 337 € par habitant ;
- total des emplois d'investissement : 360 000 €, soit 279 € par habitant ;
- endettement : 779 000 €, soit 605 € par habitant.

Avec les taux de fiscalité suivants :
- taxe d'habitation : 8,90 % ;
- taxe foncière sur les propriétés bâties : 13,99 % ;
- taxe foncière sur les propriétés non bâties : 26,74 % ;
- taxe additionnelle à la taxe foncière sur les propriétés non bâties : 0,00 % ;
- cotisation foncière des entreprises : 0,00 %.

Chiffres clés Revenus et pauvreté des ménages en 2019 : médiane en 2019 du revenu disponible, par unité de consommation : 22 090 €.

### Jumelage
- Stutensee (Allemagne) depuis 1982.

## Population et société

### Démographie

#### Évolution démographique
Ses habitants sont appelés les Centulois, en raison de l'ancien nom de la ville, Centule.

L'évolution du nombre d'habitants est connue à travers les recensements de la population effectués dans la commune depuis 1793. Pour les communes de moins de 10 000 habitants, une enquête de recensement portant sur toute la population est réalisée tous les cinq ans, les populations de référence des années intermédiaires étant quant à elles estimées par interpolation ou extrapolation. Pour la commune, le premier recensement exhaustif entrant dans le cadre du nouveau dispositif a été réalisé en 2008.

En 2022, la commune comptait 1 268 habitants, en évolution de +1,68 % par rapport à 2016 (Somme : −1,26 %, France hors Mayotte : +2,11 %).
| 1793  | 1800  | 1806  | 1821  | 1831  | 1836  | 1841  | 1846  | 1851  |
| ----- | ----- | ----- | ----- | ----- | ----- | ----- | ----- | ----- |
| 1 299 | 1 153 | 1 294 | 1 321 | 1 513 | 1 262 | 1 569 | 1 686 | 1 736 |

| 1856  | 1861  | 1866  | 1872  | 1876  | 1881  | 1886  | 1891  | 1896  |
| ----- | ----- | ----- | ----- | ----- | ----- | ----- | ----- | ----- |
| 1 746 | 1 734 | 1 743 | 1 615 | 1 691 | 1 687 | 1 575 | 1 476 | 1 536 |

| 1901  | 1906  | 1911  | 1921  | 1926  | 1931  | 1936  | 1946  | 1954  |
| ----- | ----- | ----- | ----- | ----- | ----- | ----- | ----- | ----- |
| 1 489 | 1 433 | 1 298 | 1 123 | 1 119 | 1 290 | 1 407 | 1 172 | 1 169 |

| 1962  | 1968  | 1975  | 1982  | 1990  | 1999  | 2006  | 2008  | 2013  |
| ----- | ----- | ----- | ----- | ----- | ----- | ----- | ----- | ----- |
| 1 129 | 1 176 | 1 205 | 1 165 | 1 166 | 1 186 | 1 246 | 1 262 | 1 248 |

| 2018  | 2022  | - | - | - | - | - | - | - |
| ----- | ----- | - | - | - | - | - | - | - |
| 1 270 | 1 268 | - | - | - | - | - | - | - |

#### Pyramide des âges
| Hommes | Classe d’âge | Femmes |
| ------ | ------------ | ------ |
| 0,6    | 90 ans et +  | 1,8    |
| 6,7    | 75 à 89 ans  | 9,4    |
| 17,2   | 60 à 74 ans  | 18,1   |
| 19,8   | 45 à 59 ans  | 19,1   |
| 18,2   | 30 à 44 ans  | 17,5   |
| 19,4   | 15 à 29 ans  | 18     |
| 18,2   | 0 à14 ans    | 16,2   |

La population de la commune est relativement âgée.
| Hommes | Classe d’âge | Femmes |
| ------ | ------------ | ------ |
| 1,2    | 90 ans ou +  | 4,6    |
| 10,7   | 75 à 89 ans  | 15,8   |
| 24,6   | 60 à 74 ans  | 21,1   |
| 23     | 45 à 59 ans  | 22,1   |
| 12,9   | 30 à 44 ans  | 13,2   |
| 14,3   | 15 à 29 ans  | 10,6   |
| 13,1   | 0 à 14 ans   | 12,6   |

### Enseignement
Au niveau de l'enseignement primaire, l'école intercommunale Becquestoile de Saint-Riquier accueille des élèves de sept communes au sein d'un regroupement pédagogique concentré concernant Oneux, Coulonvillers, Cramont, Mesnil, Maison-Roland, Bussus-Bussuel et Saint-Riquier.

### Sports
Le club de football du village est le Football Club Centulois, fondé en 1924. Il évolue en Départemental 1 du District de la Somme (1er échelon départemental et 9e division nationale). Les matchs ont lieu au stade Marcel-Louchart, situé tout près de l'abbaye.

## Économie

### Entreprises et commerces

#### Tourisme
- Site de l'Office de tourisme

## Culture locale et patrimoine

### Lieux et monuments

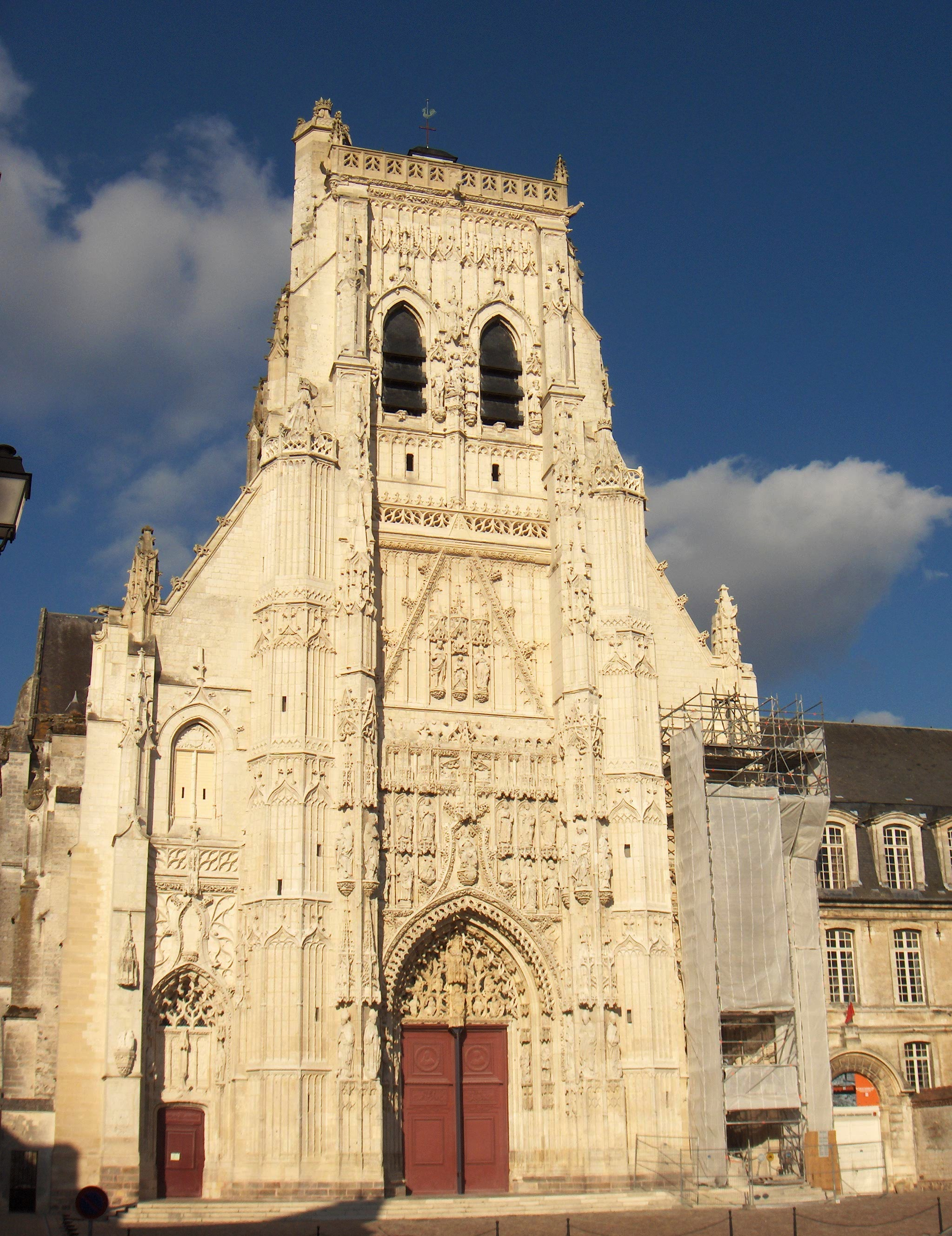
Façade de l'abbatiale bénédictine en fin de restauration en août 2006.

#### Église abbatiale[40]
Construit à l'emplacement de l'église carolingienne détruite par les invasions normandes et les incendies, cet édifice du XIIIe siècle est l'œuvre de restauration de quatre abbés entre 1257 et 1536 et a connu les différentes étapes du gothique. Longue de 96 m, large de 27 m et haute de 50 m, elle possède une façade de style gothique flamboyant du XVe siècle.
À l'intérieur, le style est plutôt classique, dans les boiseries, les grilles et la décoration en marbre du XVIIe siècle sous l'influence de l'abbé Charles d'Aligre.
On peut également y admirer les tableaux de peintres du XVIIe siècle (Jouvenet, Bon Boullongne, Hallé…), un christ de Girardon, ainsi que la salle du Trésor, où est contée (lors de visites guidées) l'une des plus extraordinaires légendes du Moyen Âge : le Dit des trois morts et des trois vifs.

#### Hôtel-Dieu

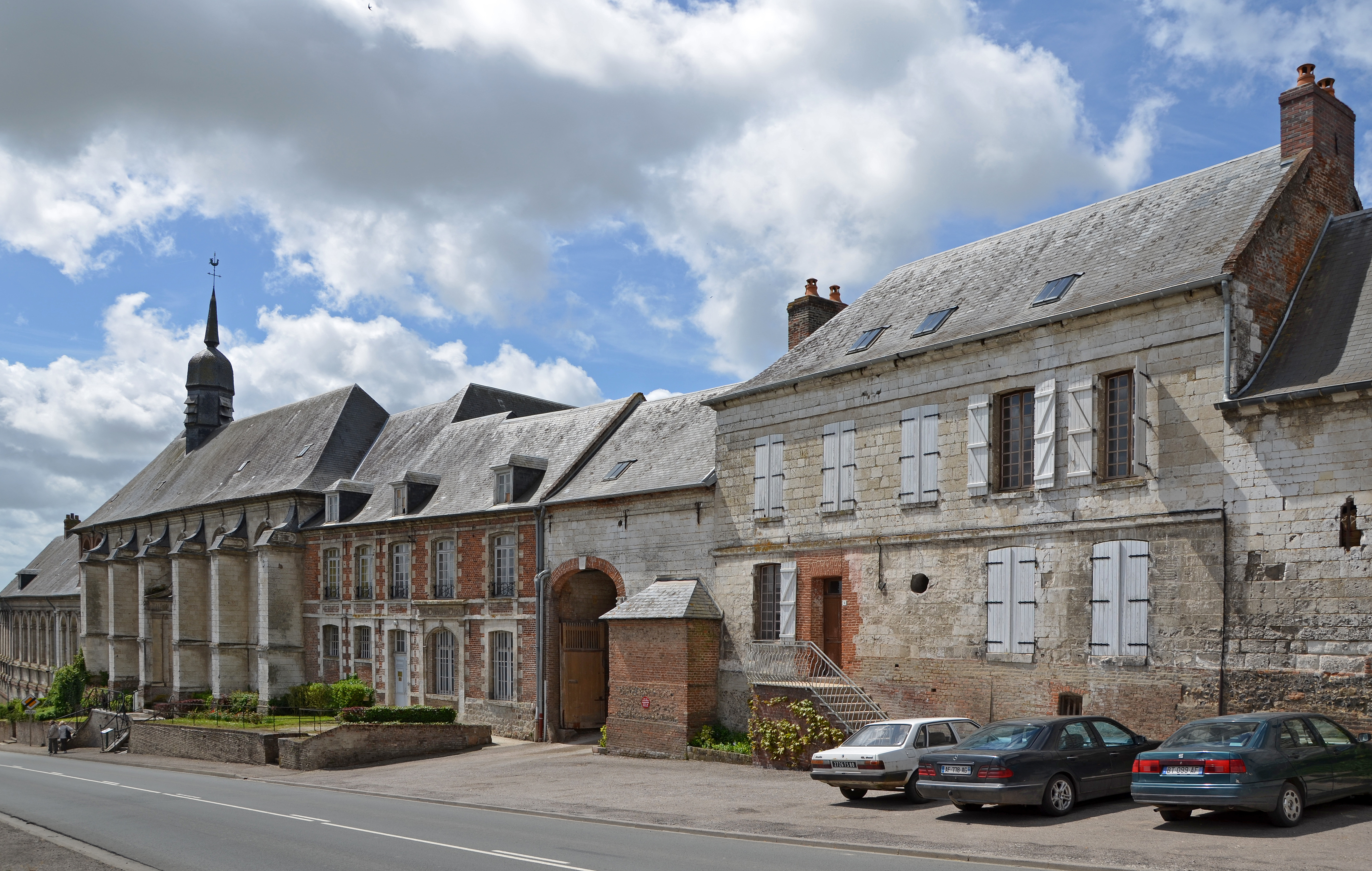
Hôtel-Dieu de Saint-Riquier.

L'évocation la plus ancienne de cette institution remonte à 1199. Il fut à l'origine dirigé par des frères et des sœurs, puis par les sœurs augustines qui restèrent à Saint-Riquier jusqu'en 1963. À la Révolution, l'Hôtel-Dieu devient un hospice civil.
Les bâtiments actuels ont été construits de 1688 à 1704. On remarque surtout le cloître en briques et pierre et la chapelle dédiée à saint Nicolas, élevée de 1717 à 1719, et consacrée en 1720 par l'évêque d'Amiens. Cette chapelle s'enrichit au cours du XVIIIe siècle de précieuses ornementations, la plupart de style baroque-rocaille.

#### Beffroi
Le beffroi de Saint-Riquier  Patrimoine mondial (2005) est le symbole de l'indépendance municipale car Saint-Riquier a obtenu en 1126 une des premières chartes communales de France. Le premier beffroi étant trop près de l'abbaye, les puissants abbés exigèrent en 1283 qu'un nouveau beffroi soit construit à l'endroit actuel. Édifié au XIIIe siècle, il fut presque totalement détruit en 1475, sur ordre de Louis XI sanctionnant la commune pour le soutien qu'elle apporta aux Bourguignons, puis reconstruit et terminé en 1528.
Son imposante tour carrée de pierres blanches haute de 18 mètres, large de 9,4 mètres et posée sur un soubassement de grès, le beffroi est flanqué de 4 tourelles d'angle à clocheton pour le guet. Il doit son aménagement actuel à de grands travaux de réhabilitation en 1788 et 1789 où l'on perce sa grande entrée nord. Il devient alors hôtel de ville et abrite jusqu'en 2005 les réunions et les mariages. Il possède deux entrées opposées l'une pour la tour de guet, l'autre pour la prison (où se trouve actuellement l'Office du tourisme.
Depuis 1943, il est protégé en tant que monument historique  Inscrit MH (1943). Depuis juillet 2005, il est inscrit sur la Liste du patrimoine mondial par l'Unesco avec 22 autres beffrois du Nord-Pas-de-Calais et de la Picardie.

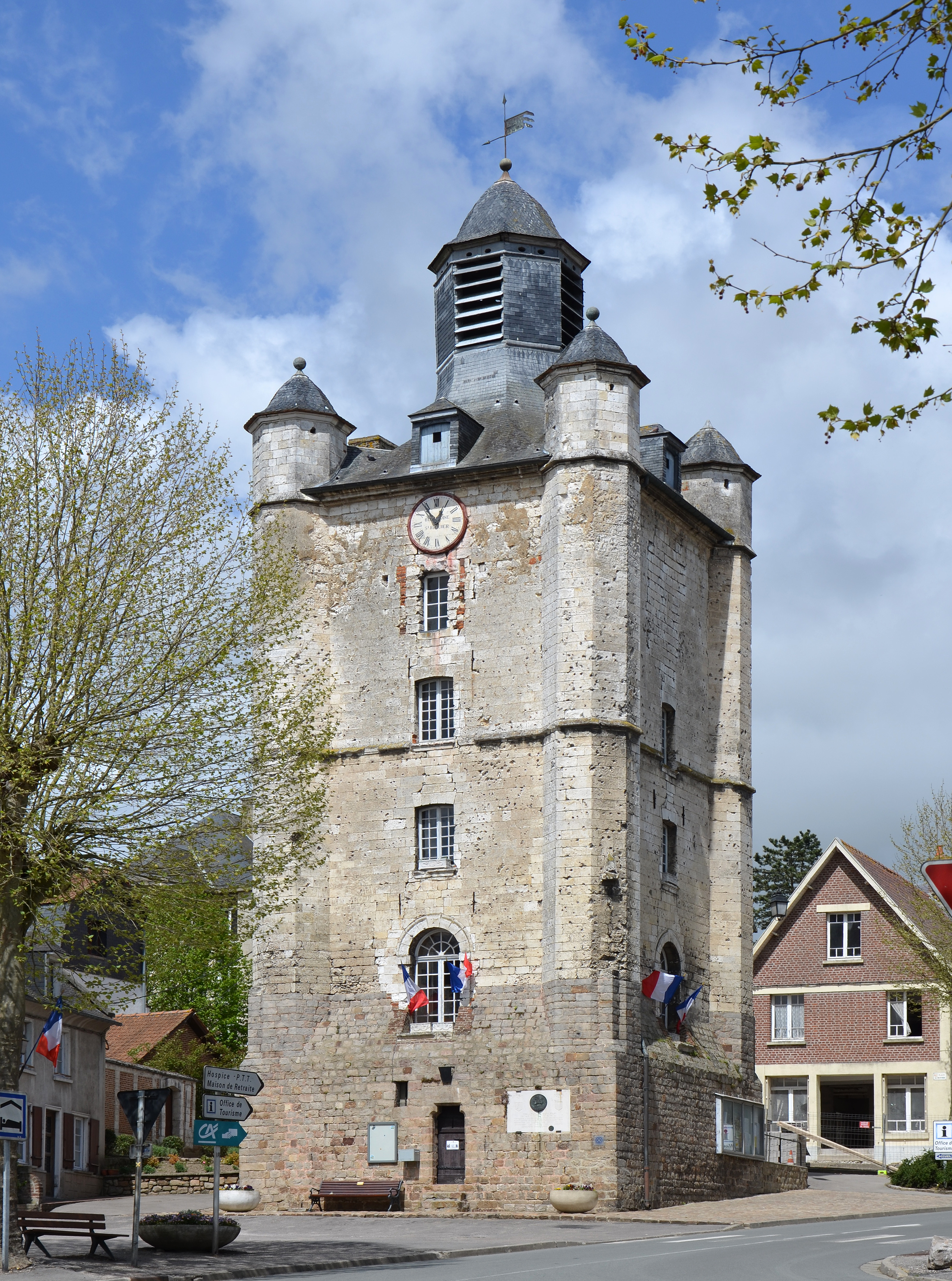
Beffroi de Saint-Riquier.
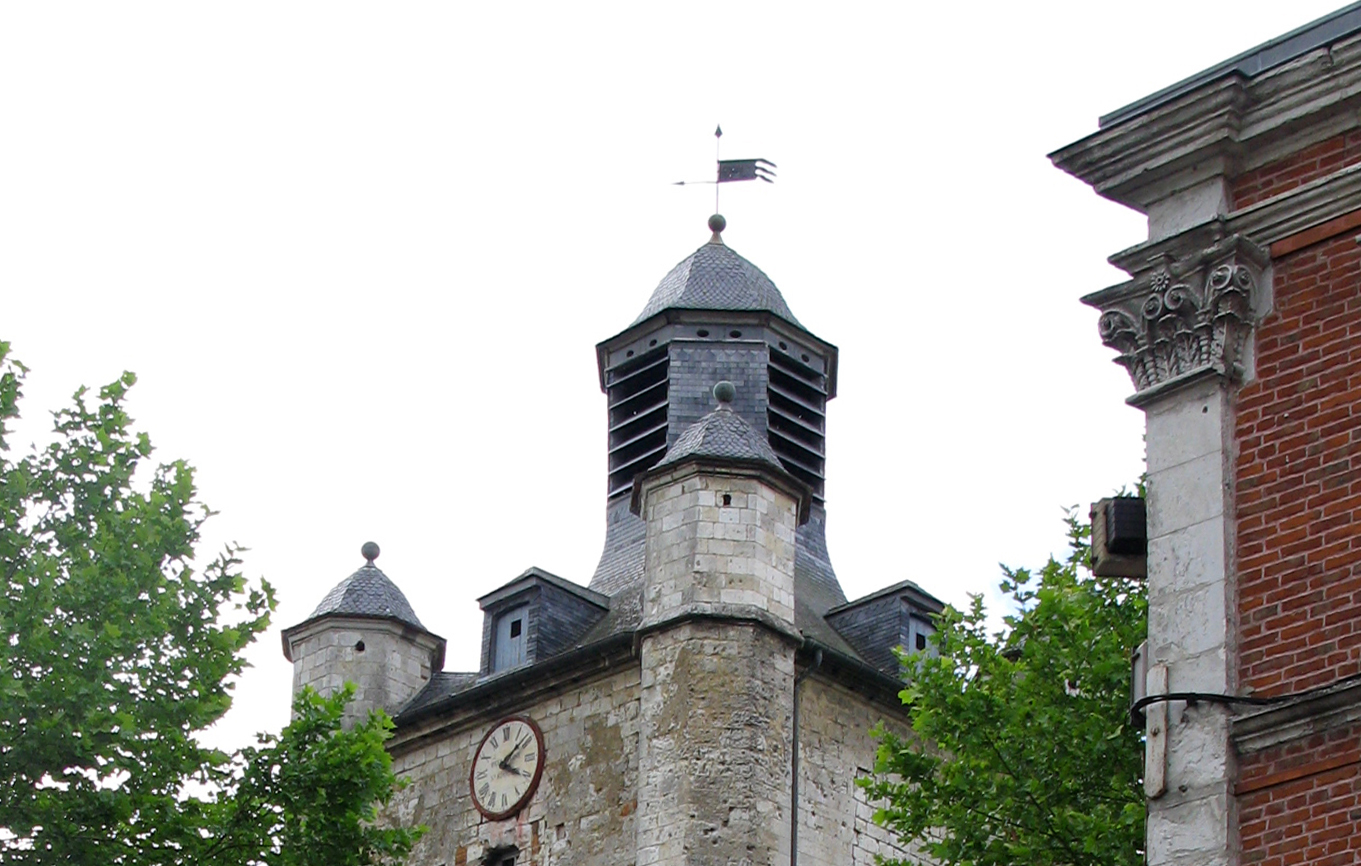
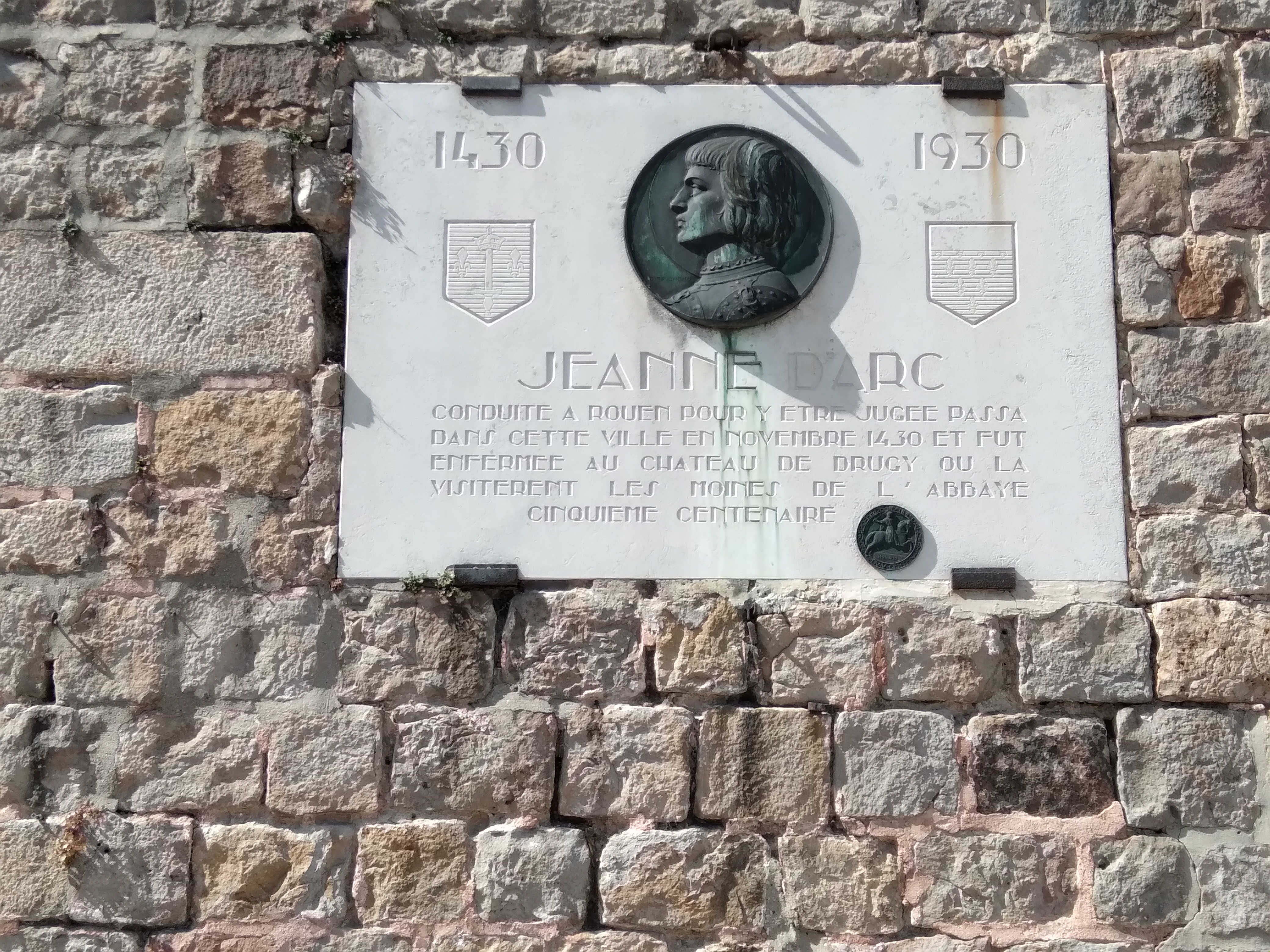
Beffroi de Saint-Riquier, plaque commémorative du passage de Jeanne d'Arc.

#### Tours et fortifications
Saint-Riquier possédait deux enceintes fortifiées. L'enceinte interne avait quatre portes et une portelette. L'enceinte externe avait au moins sept portes ou portelettes.
Des remparts médiévaux de la ville, il ne reste que quelques débris de murailles et quelques tours en mauvais état :
- la tour du Noch (la plus visible et la mieux conservée),
- la tour Saint-Jean (récemment restaurée, appartenant au mur d'enceinte de l'abbaye),
- la tour Margot (où se rejoignaient les anciens fossés intérieurs et extérieurs de la ville fortifiée),
- la tour Haimont (très dégradée, elle fut sacrifiée en septembre 1845 aux commodités de transport).

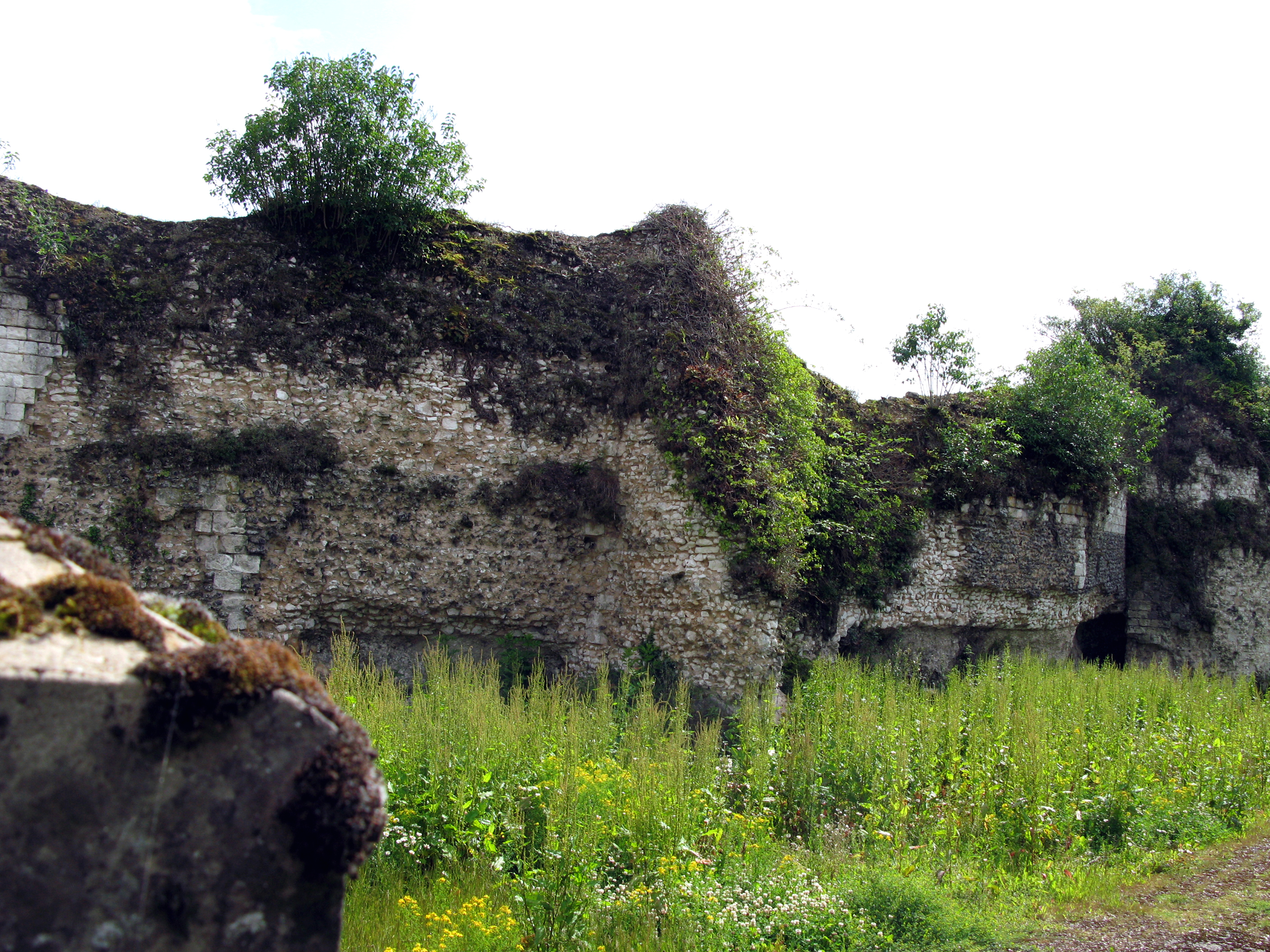
Côté extérieur des vestiges du rempart nord (état en juin 2007).
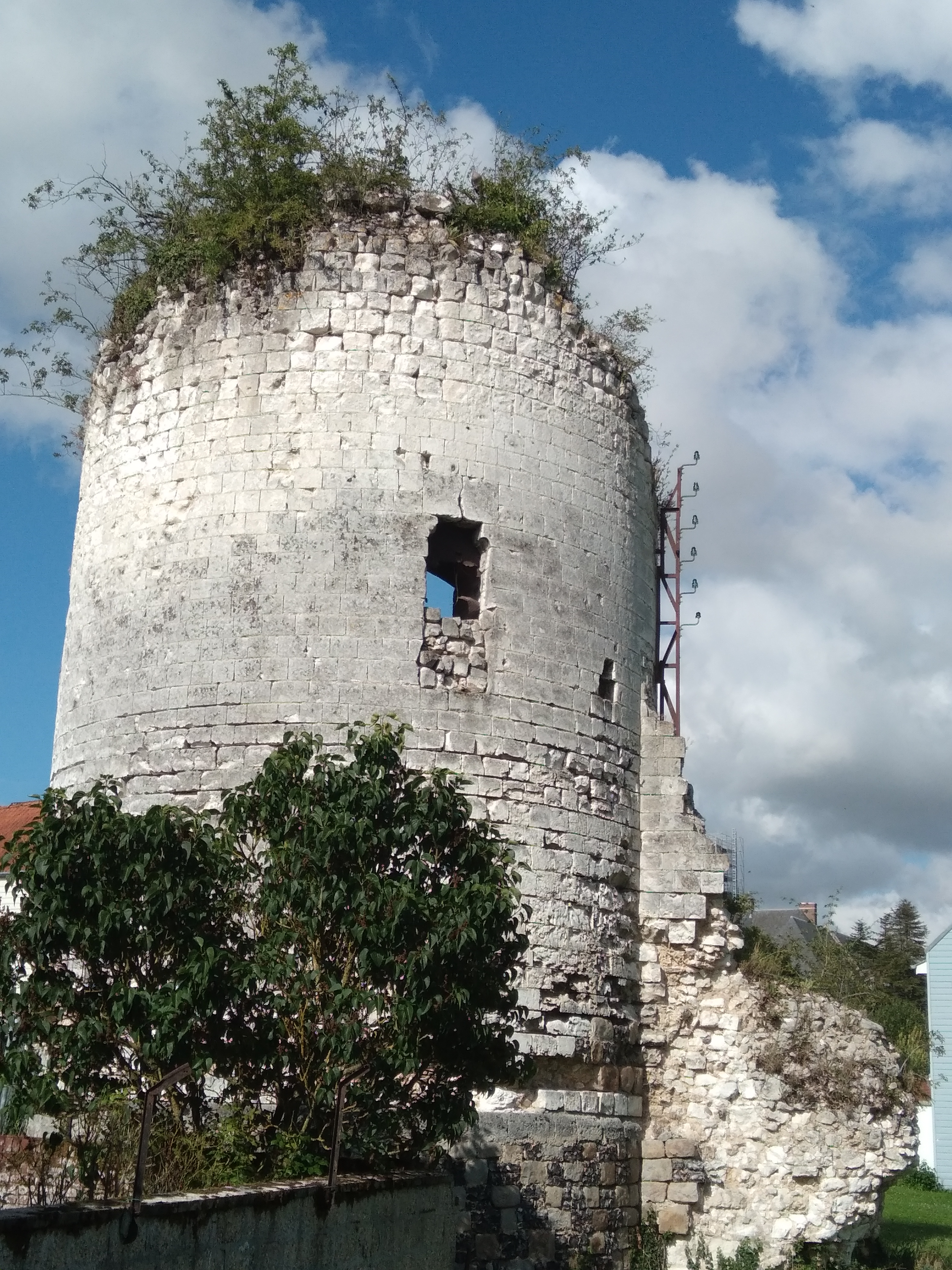
Tour du Noch (état en août 2021).
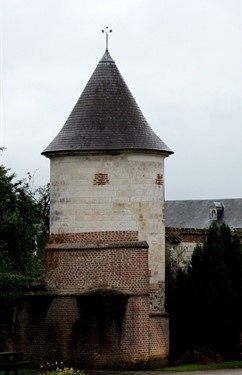
Tour Saint-Jean.

#### Maison Napoléon
Cette maison, près de la place (au 3, rue du Général-de-Gaulle), se signale par une curiosité architecturale. Son pignon, épousant la forme du bicorne de l'empereur Napoléon Ier, est surmonté de sa statue.

Il faut y voir l'hommage rendu à sa mémoire, vraisemblablement en 1840 à l'occasion du retour de ses cendres, par l'un de ses grognards, Louis Joseph Petit. Cette statue, récente (œuvre du sculpteur amiénois Léon Lamotte), est en fait une réplique. Sur la façade côté jardin se trouve une plaque commémorative avec l'inscription : 

« Louis-Joseph Petit 1792-1863 soldat de la Grande Armée blessé à Ligny le 16 juin 1815. Médaillé de Sainte-Hélène devint Receveur des Contributions indirectes à Saint-Riquier où il se maria en 1836 avec Rose Aline Lefebvre 1809-1890. Vers 1840 il construisit cette maison dont le pignon imitant le chapeau impérial légendaire fut surmonté de la statue de Napoléon 1er Empereur des Français, Roi d'Italie. Ruinée par le temps, elle fut remplacée par une statue semblable inaugurée le 1er mai 1962 en présence de S.A. le Prince Paul Murat représentant SAI le Prince Napoléon. Ville de Saint-Riquier Souvenir napoléonien Section de Picardie. »

On retrouve des traces de la maison dans les plus anciens documents centulois, sans doute bien au-delà du XVIe siècle. La demeure s'appelait jadis « l'hôtel du Blanc Coulon » (Blanc Colombier ?). En 1665, elle est la propriété de Jean Garin, sergent royal, qui l'a acquise des héritiers de Jean Butey, procureur royal, lui-même la tenant de Jean Carpentier. Au XVIIIe siècle, cette demeure est passée dans la famille Judcy ou Judey, 8 générations de chirurgiens issues d'un chirurgien-major d'un régiment suisse.
Par mariage et héritage, cette propriété échoit à la famille Lefebvre, bourgeois et maire de Saint-Riquier, avant que le beau-père de Louis Joseph Petit, Angilbert Lefebvre, à l'occasion de l'élargissement, dans la traversée du bourg, de la route Le Havre-Lille, ne contribue à l'édification de ce pignon.
La fille de Louis Joseph Petit se maria en 1859 à maître Eugène Marcassin, notaire à Saint-Riquier. Un de ses fils René Marcassin, PDG de la Compagnie de Saint-Gobain, devint propriétaire de la demeure en 1890, après la mort de sa grand-mère madame Petit.
Il la transmit à son décès en 1944 à sa fille madame Lauzier. Elle la céda à madame Pardessus, secrétaire d'avocat, le 2 décembre 1961, date anniversaire du Sacre et d'Austerlitz. Madame Pardessus fut la première propriétaire ne descendant pas de Louis Petit.
Pendant la Seconde Guerre mondiale après le bombardement en août 1944, on installa en ses murs un bureau de la Poste jusqu'en 1962.
Les nouveaux propriétaires Marc et Bernadette Stubbe, d'origine belge, ont acquis la demeure en 2000. La façade et le pignon ont été ravalés en mai 2006.

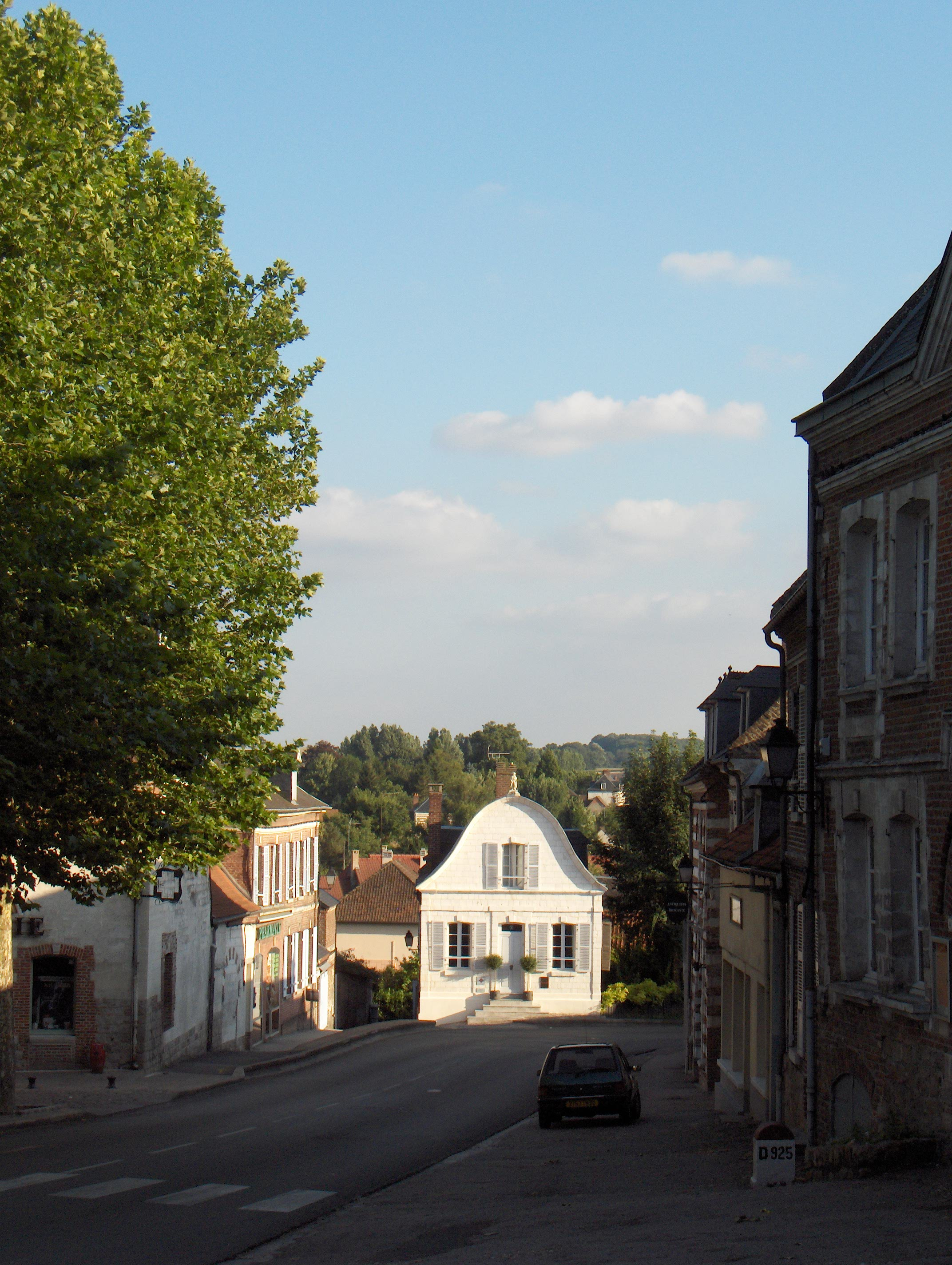
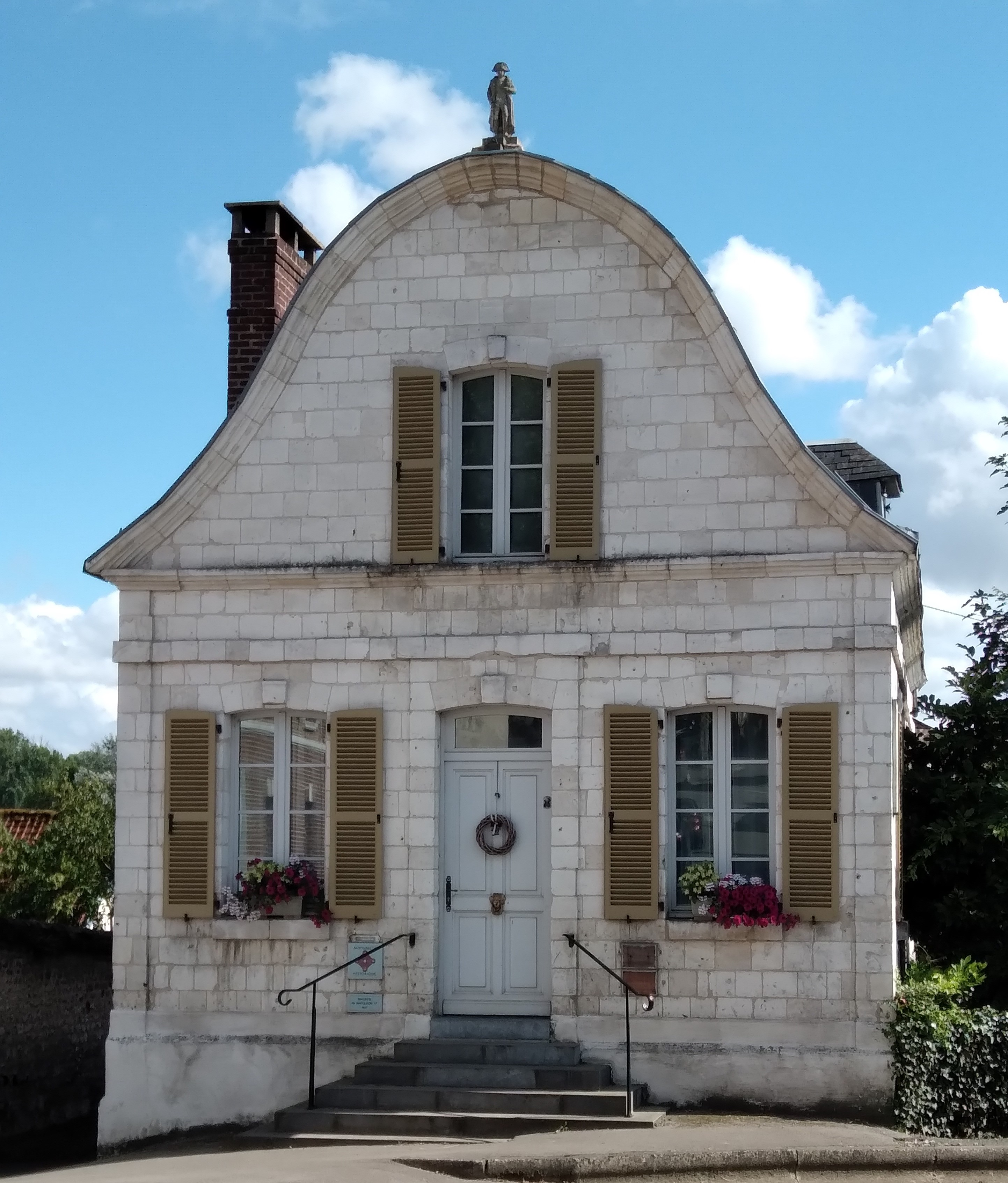
La maison Napoléon.
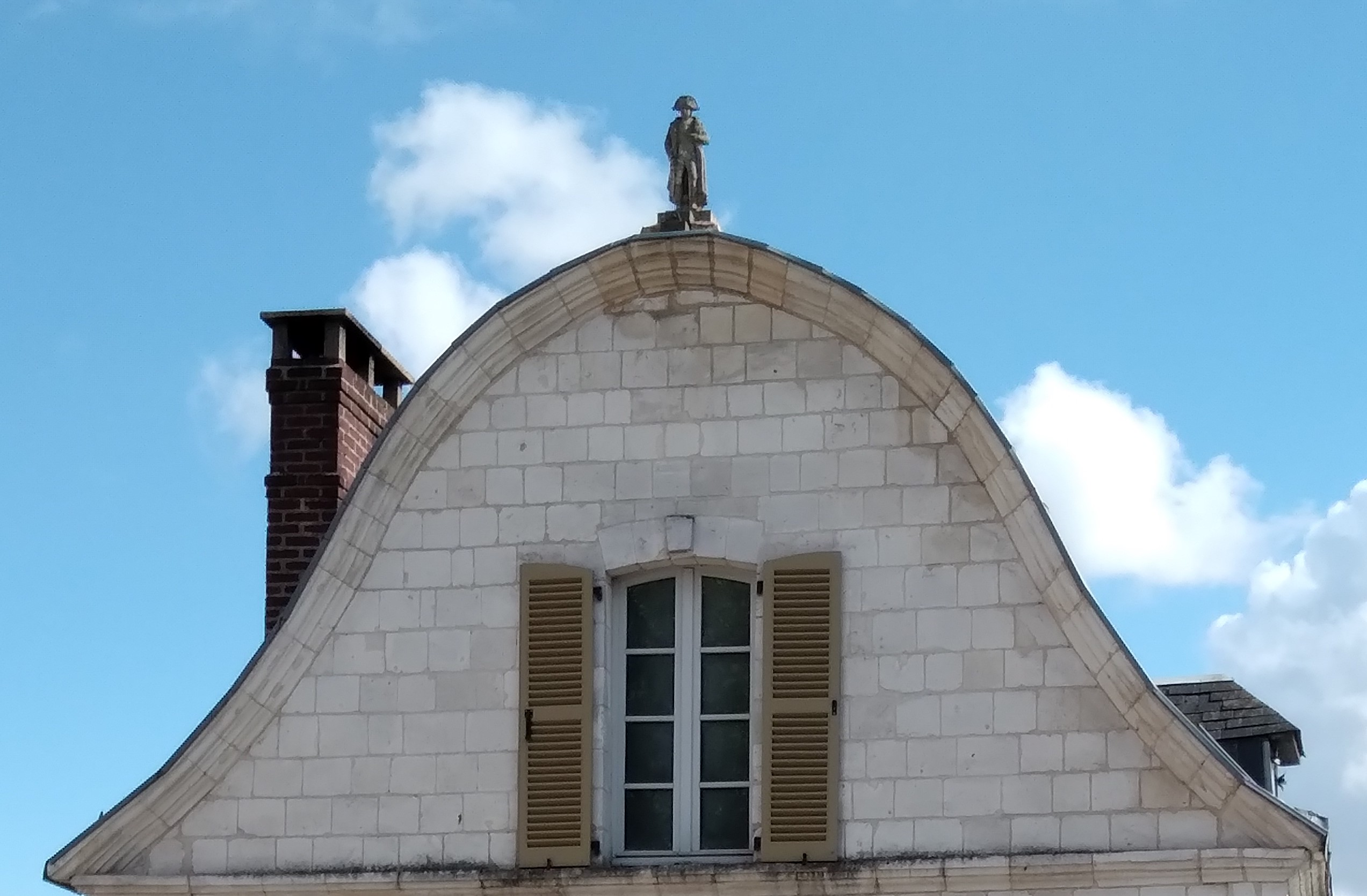

#### Autres monuments
- Monument aux morts

Ce monument représentait une pyramide d'où tombent des guirlandes avec, trônant au sommet, un coq de bronze en train de chanter. Il avait été érigé grâce à l'argent d'une souscription publique. Il était l'œuvre d'Emmanuel Fontaine, sculpteur abbevillois (1856-1935) et avait été inauguré le dimanche 10 octobre 1920. Trente-sept noms de Centulois morts à la Grande Guerre y sont inscrits.
En 2011, le monument aux morts s'est vu décapité de son coq de bronze, dérobé sans doute par des voleurs de métaux.
En novembre 2014, la municipalité a décidé de faire appel à un tailleur de pierre à qui elle a commandé une sculpture aussi proche que possible de l'œuvre de bronze originale.
- Ancien château de Drugy (Prison de Jeanne d'Arc)

Dans un angle de la ferme de Drugy, reconstruite sur les fondations de l'ancien château fortifié et résidence d'été des abbés de Saint-Riquier, on montre encore une ancienne salle voûtée qui correspondrait à l'emplacement du cachot occupé par Jeanne d'Arc, une nuit de novembre 1430, alors qu'elle était conduite pour son procès et son supplice à Rouen. Le passage de Jeanne d'Arc à Drugy-lès-Saint-Riquier est relaté dans la chronique latine de Jean de la Chapelle, datée de 1492.
- Cimetière militaire du Commonwealth

Bien desservi par la route et le rail (ligne de Fives à Abbeville), doté d'un vaste camp d'entraînement et d'un hôpital militaire (installé dans les bâtiments de l'abbaye), Saint-Riquier assurait un rôle essentiel dans la préparation et les soins des troupes alliées à l'arrière du Front dès 1915. Le petit cimetière communal, trop exigu et inapproprié, ce lieu de sépultures fut improvisé à la hâte au début de la Première Guerre mondiale. Y reposent 104 combattants britanniques et des colonies anglaises des deux dernières guerres.
On y trouve également la tombe familiale du sergent Petit (de la Maison Napoléon).
- La Traverse du Ponthieu, randonnée de 18 km, à pied, à cheval ou à vélo, d'Abbeville à Auxi-le-Château, passe dans la commune.

### Événements culturels
- Le festival de musique classique de Saint-Riquier-Baie de Somme[42] se déroule chaque année au mois de juillet au cœur de l'abbatiale de Saint-Riquier et dans plusieurs communes de la Somme dont Oneux et Abbeville. Créé en 1985 sur une idée originale d'Hugues Hairy (conservateur du musée) et de Christian de La Simone (chargé de mission) pour le compte du conseil général de la Somme, le festival est devenu un événement musical incontournable en France. À la suite de Mikhaïl Rudy (1989-2003), François-Charles Lebettre (2004-2010), Sandra Moubarak et Anthony Leroy (2011-2013), Hervé Niquet en est aujourd'hui le directeur artistique.

### Personnages liés à la commune
- Riquier de Centule, premier abbé de Saint-Riquier de 625 à 645.
- Angilbert, comte de Ponthieu, conjoint de Berthe, fille de Charlemagne, abbé laïc de Saint-Riquier de 794 à 814, poète et père de Nithard.
- Nithard (~800- 856?), petit-fils de Charlemagne et neveu de Louis le Pieux, comte de Ponthieu et abbé laïc de Saint-Riquier, auteur d'un ouvrage en langue latine, Histoires, en quatre volumes dans lequel il relate les faits des règnes de Charlemagne, Louis le Pieux et Charles le Chauve. Dans cet ouvrage, il retranscrit le Serment de Strasbourg de 842.
- Gervin, abbé de Saint-Riquier de 1045 à 1071, restaurateur de l'abbaye et de sa bibliothèque.
- Hariulf, (~1060-1143), moine de l'abbaye de Saint-Riquier, auteur des Chronique de l'abbaye de Saint-Riquier.
- Jacques III de Bersacques, Comte de Porcien, Seigneur de Welle, dit "l'echelleur du Luxembourg", né en 1415 à Saint-Riquier et inhumé dans l'église d'Eperlecques (Pas-de-Calais) en 1482.
- Charles d'Aligre, abbé commendataire de Saint-Riquier de 1643 à 1695, restaurateur de l'abbaye.
- Simon Pfaff de Pfaffenhoffen, baron autrichien, né à Vienne en 1715, exilé en France après un duel mortel à la Cour de Vienne, s'établit à Saint-Riquier en 1750. Sculpteur recherché jusqu'à la Cour de France, maître de l'art du baroque, il a également décoré l'église et la sacristie de l'abbaye de Valloires (Somme). Il a habité une maison toujours visible près du beffroi à Saint-Riquier. Il meurt à Avallon en 1784.
- François-Auguste Cheussey (1781-1857), architecte départemental, dirigea les travaux de restauration à l'abbatiale de Saint-Riquier.
- L'abbé Crampon (1826-1894), chanoine de la cathédrale d'Amiens, traducteur et exégète catholique de la Bible. Enseigna la théologie et l'exégèse biblique au petit séminaire de Saint-Riquier.
- Rose Féart (1878-1954), cantatrice née à Saint-Riquier.

### Héraldique
| Blason de Saint-Riquier | Blason  | D'azur semé de fleurs de lys d'or. |
| Blason de Saint-Riquier | Détails | En 1669, l'armorial de Pierre de La Planche donnait déjà ce blason. Ces armes sont celles de la maison royale de France sous leur aspect ancien. Cependant, vers 1840, apparut un blason différent : « d'azur semé de fleurs de lys d'or, au chef d'argent plain », utilisé jusqu'aux années 1990. |

## Pour approfondir